# Зимелев, Георгий Владимирович
Георгий Владимирович Зимелев (1903, 	Киев — 1962) — советский учёный в области автомобилестроения, академик Академии артиллерийских наук (20.09.1946), генерал-майор инженерно-танковой службы (11.03.1944), доктор технических наук (1940), профессор (1940).

## Биография
Георгий Зимелев родился 23 марта 1903 года в Киеве.
В 1927 году он окончил Московское высшее техническое училище имени Н. Э. Баумана. После окончания оставлен на преподавательской работе в училище. В Красной армии с июля 1932 года: преподаватель кафедры бронеавтомобилей Военной академии механизации и моторизации РККА. С февраля 1933 года — старший преподаватель; в 1940 году защитил докторскую диссертацию и был утверждён в должности профессора; с июля 1941 года — начальник кафедры бронеавтомобилей Военной академии механизации и моторизации РККА. В 1947—1953 гг. — академик-секретарь 6-го отделения (механической тяги) Академии артиллерийских наук и по совместительству начальник кафедры бронеавтомобилей и мотоциклов Военной академии бронетанковых и механизированных войск Красной армии им. И. В. Сталина. С июня 1953 года — начальник кафедры бронетранспортеров и автомобилей Военной академии бронетанковых и механизированных войск Советской армии им. И. В. Сталина.
Крупный специалист в области автомобилестроения. Первые в СССР проекты (1933—1935) автомобилей со всеми ведущими колесами были разработаны при его непосредственном участии. Летом 1944 года разработал новую конструкцию мотоцикла М-72, позволяющую обеспечить ему бо́льшую проходимость. Испытания этих новшеств на Горьковском мотоциклетном заводе показали высокое преимущество новой конструкции перед зарубежными аналогами. Неоднократно принимал участие и руководил экспериментально-конструкторскими работами по автомобилям повышенной проходимости и использованию для автомобилей и тракторов природного газа. Является автором более 15 отдельных научных трудов и более 20 статей по основам автомобилестроения и истории развития автомобильной техники. В 1927—1934 годах принимал участие в составлении «Технической энциклопедии» в 26-и томах под редакцией Л. К. Мартенса, автор статей по тематике «двигатели внутреннего сгорания».
Умер 30 декабря 1962 года, похоронен на Новодевичьем кладбище Москвы.

## Награды
Был награждён орденами Красного Знамени (20.04.1953), Отечественной войны 2-й степени (13.09.1945), двумя орденами Красной Звезды (15.12.1943, 06.11.1947) и рядом медалей, Почётной грамотой Верховного Совета Узбекской ССР.

## Труды
- Лабораторные испытания автомобилей. М.: МВТУ им. Баумана, 1929. 28 с.;
- Лабораторные испытания автомобилей. Изд. 2-е, доп. М.: Гострансиздат, 1931. 104 с.;
- Пути развития современной автомобильной техники. М., 1932. 176 с.;
- Автомобили ГАЗ: устройство, уход, ремонт. М., 1933 (соавтор Чудаков Е. А.);
- Автомобили ГАЗ: устройство, уход, ремонт. Изд. 2-е. М., 1934 (соавтор Чудаков Е. А.);
- Новейшие автомобильные конструкции. М., 1935. 116 с.;
- Задачник по теории автомобиля. М., Л.: ОНТИ, 1936. 120 с.;
- Новости мирового автостроения. М., 1938.164 с.;
- Автомобиль. Описательный курс: Учебник для втузов. М., 1940;
- Атлас конструкций заграничных автомобилей. Шасси. М., Л.: Машгиз, 1941. 140 с.;
- Теория автомобиля. М.: Воениздат, 1951. 399 с.;
- Теория автомобиля: Задачник. М.: Воениздат, 1952. 159 с. (соавторы Мащенко А. Ф., Медведков В. И.);
- Теория автомобиля. Изд. 2-е, перераб. М.: Воениздат, 1957.455 с.;
- Проблемы повышения проходимости колесных машин. М.: АН СССР, 1959. 159 с.;
- Теория автомобиля. М.: Машгиз, 1959. 312 с.;
- Труды совещания по арочным шинам (15-16 апреля 1960). М.: НАМИ, 1961. 134 с.;
- О методике выбора параметров двигателя при проектировании автомобиля // Автомобильная и тракторная промышленность. 1956. № 12. С. 26-27;
- Вопросы механической тяги артиллерии как объект научно-исследовательской работы // Известия ААН. 1948. Вып. 2;
- Исследование упругих шарниров резино-металлических гусениц артиллерийских тягачей // Сборник докладов ААН. 1949. Вып. VII (соавтор Булгаков Г. Г.);
- О качении жестко связанных между собой колес // Известия ААН. 1951. Вып. 1. С. 59-78;
- Автопоезда большой грузоподъемности — перспективный тип подвижного состава // Автомобильный транспорт. 1961. № 12. С. 23-27 (соавтор Бронштейн Л. А);
- Автомобильные поезда большой грузоподъемности // Автомобильный транспорт. 1962. № 4. С. 20-23 (соавтор Бронштейн Л. А).